# Нойальбенройт
Нойальбенройт (нім. Neualbenreuth) — громада в Німеччині, розташована в землі Баварія. Підпорядковується адміністративному округу Верхній Пфальц. Входить до складу району Тіршенройт.
Площа — 50,13 км2. Населення становить 1325 ос. (станом на 31 грудня 2020).